# Indy Racing League 1996
Navigation
1996-1997
Le championnat d'Indy Racing League 1996 a été remporté par les pilotes américains Scott Sharp (Lola-Ford de l'écurie Foyt Enterprises) et Buzz Calkins (Reynard-Ford du Bradley Motorsports). 

## Repères
- Première édition du championnat Indy Racing League, fondé par Tony George, l'organisateur des 500 miles d'Indianapolis, dans le but de concurrencer le CART.
- Le calendrier de la saison inaugurale ne comptait que trois courses et s'achèvait dès le mois de mai. L'objectif initial des organisateurs était de bâtir le calendrier à cheval sur deux années civiles, afin qu'il se termine fin mai à l'occasion des 500 miles d'Indianapolis, l'épreuve reine de la saison. Deux autres épreuves seront organisées fin 1996, et compteront donc pour la saison 1996-1997.
- Le règlement sportif du nouveau championnat n'ayant pas prévu les modalités pour départager deux pilotes avec le même nombre de points, Buzz Calkins et Scott Sharp furent tous les deux déclarés champions.
- Les 500 miles d'Indianapolis furent endeuillés par la mort du pilote américain Scott Brayton lors d'une séance d'essais libres. Quelques jours plus tôt, il avait signé la pole position.

## Courses de la saison 1996
| Date       | Épreuve                       | Circuit                       | Vainqueur     | Voiture      | Écurie              |
| ---------- | ----------------------------- | ----------------------------- | ------------- | ------------ | ------------------- |
| 27 janvier | Indy 200 at Walt Disney World | Walt Disney World Speedway    | Buzz Calkins  | Lola-Ford    | Bradley Motorsports |
| 24 mars    | Dura Lube 200                 | Phoenix International Raceway | Arie Luyendyk | Reynard-Ford | Treadway Racing     |
| 26 mai     | Indianapolis 500              | Indianapolis Motor Speedway   | Buddy Lazier  | Reynard-Ford | Hemelgarn Racing    |

## Classement des pilotes
| Classement | Pilote              | Pays       | Voiture                    | Écurie              | Nombre de points |
| ---------- | ------------------- | ---------- | -------------------------- | ------------------- | ---------------- |
| 1er        | Scott Sharp         | États-Unis | Lola-Ford                  | Foyt                | 246              |
| 1er        | Buzz Calkins        | États-Unis | Reynard-Ford               | Bradley             | 246              |
| 3e         | Robbie Buhl         | États-Unis | Reynard-Ford Lola-Ford     | Beck                | 240              |
| 4e         | Richie Hearn        | États-Unis | Reynard-Ford               | Della Penna         | 237              |
| 4e         | Roberto Guerrero    | Colombie   | Reynard-Ford               | Pagan               | 237              |
| 6e         | Mike Groff          | États-Unis | Lola-Ford Reynard-Ford     | Foyt Walker         | 228              |
| 7e         | Arie Luyendyk       | Pays-Bas   | Reynard-Ford               | Treadway            | 225              |
| 8e         | Tony Stewart        | États-Unis | Lola-Menard (en)           | Menard              | 204              |
| 9e         | Davey Hamilton      | États-Unis | Lola-Ford                  | Foyt                | 192              |
| 9e         | Johnny O'Connell    | États-Unis | Reynard-Ford               | Cunningham          | 192              |
| 11e        | Michele Alboreto    | Italie     | Lola-Ford Reynard-Ford     | Scandia             | 189              |
| 12e        | Lyn St. James       | États-Unis | Reynard-Ford Lola-Ford     | Scandia Zunne Group | 186              |
| 13e        | Stéphan Grégoire    | France     | Reynard-Ford               | Hemelgarn           | 165              |
| 14e        | Buddy Lazier        | États-Unis | Reynard-Ford               | Hemelgarn           | 159              |
| 15e        | John Paul Jr.       | États-Unis | Lola-Ford Lola-Menard (en) | PDM                 | 153              |
| 16e        | Eddie Cheever       | États-Unis | Lola-Menard (en)           | Menard              | 147              |
| 17e        | Johnny Parsons      | États-Unis | Lola-Menard (en)           | Blueprint           | 141              |
| 18e        | Scott Brayton       | États-Unis | Lola-Menard (en)           | Menard              | 111              |
| 19e        | Dave Kudrave        | États-Unis | Lola-Buick                 | Tempero-Giuffre     | 80               |
| 20e        | Jim Guthrie         | États-Unis | Lola-Menard (en)           | Blueprint           | 74               |
| 20e        | Michel Jourdain Jr. | Mexique    | Lola-Ford                  | Scandia             | 74               |
| 22e        | Fermín Vélez        | Espagne    | Lola-Ford                  | Scandia             | 60               |
| 23e        | Eliseo Salazar      | Chili      | Lola-Ford                  | Scandia             | 58               |
| 24e        | Johnny Unser        | États-Unis | Reynard-Ford               | Project Indy        | 56               |
| 25e        | Stan Wattles        | États-Unis | Lola-Ford                  | Leigh Miller        | 44               |
| 26e        | Davy Jones          | États-Unis | Lola-Ilmor                 | Galles              | 33               |
| 27e        | Paul Durant         | États-Unis | Lola-Buick                 | ABF                 | 32               |
| 28e        | Alessandro Zampedri | Italie     | Lola-Ford                  | Scandia             | 31               |
| 29e        | Danny Ongais        | États-Unis | Lola-Menard (en)           | Menard              | 28               |
| 30e        | Hideshi Matsuda     | Japon      | Lola-Ford                  | Beck                | 27               |
| 31e        | Scott Harrington    | États-Unis | Reynard-Ford               | Della Penna         | 20               |
| 31e        | Racin Gardner       | États-Unis | Lola-Ford                  | Scandia             | 20               |
| 33e        | Mark Dismore        | États-Unis | Lola-Menard (en)           | Menard              | 16               |
| 34e        | Joe Gosek           | États-Unis | Lola-Ford                  | Scandia             | 13               |
| 35e        | Brad Murphey        | Australie  | Reynard-Ford               | Hemelgarn           | 12               |
| 36e        | Marco Greco         | Brésil     | Lola-Ford                  | Foyt                | 9                |